# Angel in the Night
"Angel in the Night" pjesma je švedskog pjevača Basshuntera s albuma Now You're Gone – The Album objavljenog 14. srpnja 2008. Pjesma traje dvije minute i 55 sekundi, a napisao ju je Basshunter. Singl je objavljen 29. rujna 2008. Singl je bio 10. na Irish Singles Chartu te 14. na UK Singles Chartu.

## Popis pjesama
| 1. | »Angel in the Night (Radio Edit)«               | 2:57 |
| 2. | »Angel in the Night (Soulseekerz Radio Edit)«   | 2:44 |
| 3. | »Angel in the Night (Extended Mix)«             | 5:18 |
| 4. | »Angel in the Night (Soulseekerz Extended Mix)« | 7:47 |
| 5. | »Angel in the Night (Ali Payami Remix)«         | 6:37 |
| 6. | »Angel in the Night (Headhunters Remix)«        | 5:38 |

| 1. | »Angel in the Night (Radio Edit)«             | 2:57 |
| 2. | »Angel in the Night (Soulseekerz Radio Edit)« | 2:44 |

| 1. | »Angel in the Night (Headhunters Remix)«        | 5:38 |
| 2. | »Angel in the Night (Extended Remix)«           | 5:18 |
| 3. | »Angel in the Night (Soulseekerz Extended Mix)« | 7:46 |
| 4. | »Angel in the Night (Ali Payami Remix)«         | 6:37 |

| 1. | »Angel in the Night (Radio Edit)« |  |
| 2. | »Go Down Now«                     |  |

## Top ljestvice
| Ljestvica (2008.)                         | Najviša pozicija |
| ----------------------------------------- | ---------------- |
| Europa (European Hot 100)                 | 43               |
| Irska (Irish Singles Chart)               | 10               |
| Zajednica neovisnih država (TopHit)       | 248              |
| Slovačka (Radio Top100 Oficiálna)         | 43               |
| Ujedinjeno Kraljevstvo (UK Singles Chart) | 14               |
| Ujedinjeno Kraljevstvo (UK Dance Chart)   | 7                |
| Švedska (Sverigetopplistan)               | 50               |

## Certifikati
| Država                       | Certifikat | Prodaja |
| ---------------------------- | ---------- | ------- |
| Ujedinjeno Kraljevstvo (BPI) | Srebro     | 200 000 |

## Vanjske poveznice
- Službena web-stranica